# Államok vezetőinek listája 1933-ban
Ezen az oldalon az 1933-ban fennálló államok vezetőinek névsora olvasható földrészek, majd országok szerinti bontásban.

## Európa
- Albánia (monarchia)
  - Uralkodó – I. Zogu albán király (1925–1939)[1]
  - Kormányfő – Pandeli Evangjeli (negyedik Evangjeli-kormány, 1930–1935), lista
- Andorra (parlamentáris társhercegség)
  - Társhercegek
    - Francia társherceg – Albert François Lebrun (1932–1940), lista
    - Episzkopális társherceg – Justí Guitart i Vilardebó (1920–1940), lista
- Ausztria (köztársaság)
  - Államfő – Wilhelm Miklas (1928–1938), lista
  - Kormányfő – Engelbert Dollfuß (1932–1934), lista
- Belgium (monarchia)
  - Uralkodó – I. Albert király (1909–1934)
  - Kormányfő – Charles de Broqueville báró (1932–1934), lista
- Bolgár Cárság (monarchia)
  - Uralkodó – III. Borisz cár (1918–1943)
  - Kormányfő – Nikola Musanov (1931–1934), lista
- Csehszlovákia (köztársaság)
  - Államfő – Tomáš Garrigue Masaryk (1918–1935), lista
  - Kormányfő – Jan Malypetr (1932–1935), lista
- Danzig Szabad Város (szabad város a Nemzetek Szövetsége protektorátusa alatt)
  - Főbiztos – Helmer Rosting (1932–1934)
  - Államfő – 
    1. Ernst Ziehm (1931–1933)
    2. Hermann Rauschning (1933–1934)
- Dánia (monarchia)
  - Uralkodó – X. Keresztély király (1912–1947)
  - Kormányfő – Thorvald Stauning (1929–1942), lista
- Egyesült Királyság (parlamentáris monarchia)
  - Uralkodó – V. György Nagy-Britannia királya (1910–1936)
  - Kormányfő – Ramsay MacDonald (1929–1935), lista
- Észtország (köztársaság)
  - Államfő – 
    1. Konstantin Päts (1932–1933)
    2. Jaan Tõnisson (1933)
    3. Konstantin Päts (1933–1940), lista
- Finnország (köztársaság)
  - Államfő – Pehr Evind Svinhufvud (1931–1937), lista
  - Kormányfő – Toivo Mikael Kivimäki (1932–1936), lista
  -  Åland –
    - Kormányfő – Carl Björkman (1922–1938)
- Franciaország (köztársaság)
  - Államfő – Albert François Lebrun (1932–1940), lista
  - Kormányfő – 
    1. Joseph Paul-Boncour (1932–1933)
    2. Édouard Daladier (1933)
    3. Albert Sarraut (1933)
    4. Camille Chautemps (1933–1934), lista
- Görögország (köztársaság)
  - Államfő – Alexandrosz Zaimisz (1929–1935), lista
  - Kormányfő – 
    1. Panagisz Caldárisz (1932–1933)
    2. Elefthériosz Venizélosz (1933)
    3. Alekszándrosz Othonáiosz (1933)
    4. Panagisz Caldárisz (1933–1935), lista
- Hollandia (monarchia)
  - Uralkodó – Vilma királynő (1890–1948)
  - Miniszterelnök – 
    1. Charles Ruijs de Beerenbrouck (1929–1933)
    2. Hendrikus Colijn (1933–1939), lista
- Izland (parlamentáris monarchia)
  - Uralkodó – X. Keresztély (1918–1944)
  - Kormányfő – Ásgeir Ásgeirsson (1932–1934), lista
- Írország (monarchia)
  - Uralkodó – V. György Nagy-Britannia királya (1910–1936)
  - Főkormányzó – Domhnall Ua Buachalla (1932–1936), lista
  - Kormányfő – Éamon de Valera (1932–1948), lista
- Jugoszláv Királyság (monarchia)
  - Uralkodó – I. Sándor király (1921–1934)
  - Kormányfő – Milan Srškić (1932–1934), miniszterelnök
- Lengyelország (köztársaság)
  - De facto országvezető – Józef Piłsudski (1926–1935), Lengyelország valódi vezetője
  - Államfő – Ignacy Mościcki (1926–1939), lista
  - Kormányfő – 
    1. Aleksander Prystor (1931–1933)
    2. Janusz Jędrzejewicz (1933–1934), lista
- Lettország (köztársaság)
  - Államfő – Alberts Kviesis (1930–1936), lista
  - Kormányfő – 
    1. Marģers Skujenieks (1931–1933)
    2. Ādolfs Bļodnieks (1933–1934), lista
- Liechtenstein (parlamentáris monarchia)
  - Uralkodó – I. Ferenc herceg (1929–1938)
  - Kormányfő – Josef Hoop (1928–1945), lista
- Litvánia (köztársaság)
  - Államfő – Antanas Smetona (1926–1940), lista
  - Kormányfő – Juozas Tūbelis (1929–1938), lista
- Luxemburg (monarchia)
  - Uralkodó – Sarolta nagyhercegnő (1919–1964)
  - Kormányfő – Joseph Bech (1926–1937), lista
- Magyar Királyság (monarchia)
  - Államfő – Horthy Miklós (1920–1944), lista
  - Kormányfő – Gömbös Gyula (1932–1936), lista
- Monaco (monarchia)
  - Uralkodó – II. Lajos herceg (1922–1949)
  - Államminiszter – Maurice Bouilloux-Lafont (1932–1937), lista
- Németország
- A Weimari köztársaságot 1933 márciusában váltotta fel a Harmadik Birodalom.
  - Államfő – Paul von Hindenburg (1925–1934), lista
  - Kancellár – 
    1. Kurt von Schleicher (1932–1933)
    2. Adolf Hitler (1933–1945), lista
- Norvégia (monarchia)
  - Uralkodó – VII. Haakon király (1905–1957)
  - Kormányfő – 
    1. Jens Hundseid (1932–1933)
    2. Johan Ludwig Mowinckel (1933–1935), lista
- Olasz Királyság (monarchia)
  - Uralkodó – III. Viktor Emánuel király (1900–1946)
  - Kormányfő – Benito Mussolini (1922–1943), lista
- Portugália (köztársaság)
- A Ditadura Nacionalt 1933. március 19-én váltotta fel az Estado Novo.
  - Államfő – Óscar Carmona (1926–1951), lista
  - Kormányfő – António de Oliveira Salazar (1932–1968), lista
- Román Királyság (monarchia)
  - Uralkodó – II. Károly király (1930–1940)
  - Kormányfő – 
    1. Iuliu Maniu (1932–1933)
    2. Alexandru Vaida-Voevod (1933)
    3. Ion G. Duca (1933)
    4. Constantin Angelescu (1933–1934), lista
- San Marino (köztársaság)
  - San Marino régenskapitányai:
    1. Gino Gozi és Ruggero Morri (1932–1933)
    2. Francesco Morri és Settimio Belluzzi (1933)
    3. Carlo Balsimelli és Melchiorre Filippi (1933–1934), régenskapitányok
- Spanyolország (köztársaság)
  - Államfő – Niceto Alcalá-Zamora (1931–1936), lista
  - Kormányfő – 
    1. Manuel Azaña (1931–1933)
    2. Alejandro Lerroux (1933)
    3. Diego Martínez Barrio (1933)
    4. Alejandro Lerroux (1933–1934), lista
- Svájc (konföderáció)
  - Szövetségi Tanács:[2]
  - Giuseppe Motta (1911–1940), Edmund Schulthess (1912–1935), elnök, Jean-Marie Musy (1919–1934), Heinrich Häberlin (1920–1934), Marcel Pilet-Golaz (1928–1944), Albert Meyer (1929–1938), Rudolf Minger (1929–1940)
- Svédország (parlamentáris monarchia)
  - Uralkodó – V. Gusztáv király (1907–1950)
  - Kormányfő – Per Albin Hansson (1932–1936), lista
- Szovjetunió (szövetségi népköztársaság)
  - A kommunista párt vezetője – Joszif Sztálin (1922–1953), a Szovjetunió Kommunista Pártjának főtitkára
  - Államfő – Mihail Kalinyin (1919–1946), lista
  - Kormányfő – Vjacseszlav Molotov (1930–1941), lista
- Vatikán (abszolút monarchia)
  - Uralkodó – XI. Piusz pápa (1922–1939)
  - Apostoli Szentszék –
    - Államtitkár – Eugenio Pacelli bíboros (1930–1939), lista

## Afrika
- Dél-afrikai Unió (monarchia)
  - Uralkodó – V. György Nagy-Britannia királya (1910–1936)
  - Főkormányzó – George Villiers (1931–1937), Dél-Afrika kormányát igazgató tisztviselő
  - Kormányfő – J. B. M. Hertzog (1924–1939), lista
- Egyiptom (monarchia)
  - Uralkodó – I. Fuád király (1910–1936)
  - Kormányfő – 
    1. Iszmáíl Szidki Pasa (1930–1933)
    2. Abdel Fattah Jahja Pasa (1933–1934), lista
- Etiópia (monarchia)
  - Uralkodó – Hailé Szelasszié császár (1930–1974)[3]
  - Kormányfő – Hailé Szelasszié (1927–1936), lista
- Libéria (köztársaság)
  - Államfő – Edwin Barclay (1930–1944), lista

## Dél-Amerika
- Argentína (köztársaság)
  - Államfő – Agustín Pedro Justo (1932–1938), lista
- Bolívia (köztársaság)
  - Államfő – Daniel Salamanca Urey (1931–1934), lista
- Brazília (köztársaság)
  - Államfő – Getúlio Vargas (1930–1945), lista
- Chile (köztársaság)
  - Államfő – Arturo Alessandri (1932–1938), lista
- Ecuador (köztársaság)
  - Államfő – 
    1. Juan de Dios Martínez (1932–1933)
    2. Abelardo Montalvo (1933–1934), ügyvivő, lista
- Kolumbia (köztársaság)
  - Államfő – Enrique Olaya Herrera (1930–1934), lista
- Paraguay (köztársaság)
  - Államfő – Eusebio Ayala (1932–1936), lista
- Peru (köztársaság)
  - Államfő – 
    1. Luis Miguel Sánchez Cerro (1931–1933)
    2. Óscar R. Benavides (1933–1939), lista

  - Kormányfő – 
    1. José Matías Manzanilla Barrientos (1932–1933)
    2. Jorge Prado y Ugarteche (1933)
    3. José de la Riva-Agüero y Osma (1933–1934), lista
- Uruguay (köztársaság)
  - Államfő – Gabriel Terra (1931–1938), lista
- Venezuela (köztársaság)
  - Államfő – Juan Vicente Gómez (1931–1935), lista

## Észak- és Közép-Amerika
- Amerikai Egyesült Államok (köztársaság)
  - Államfő – 
    1. Herbert Hoover (1929–1933)
    2. Franklin D. Roosevelt (1933–1945), lista
- Costa Rica (köztársaság)
  - Államfő – Ricardo Jiménez Oreamuno (1932–1936), lista
- Dominikai Köztársaság (köztársaság)
  - De facto országvezető – Rafael Trujillo Molina (1930–1961)
  - Államfő – Rafael Trujillo Molina (1930–1938), lista
- Salvador (köztársaság)
  - Államfő – Maximiliano Hernández Martínez (1931–1934), ügyvivő, lista
- Guatemala (köztársaság)
  - Államfő – Jorge Ubico (1931–1944), lista
- Haiti (USA-megszállás alatt)
  - Amerikai képviselő – Norman Armour (1932–1934)
  - Államfő – Sténio Vincent (1930–1941), lista
- Honduras (köztársaság)
  - Államfő – 
    1. Vicente Mejía Colindres (1929–1933)
    2. Tiburcio Carías Andino (1933–1949), lista
- Kanada (parlamentáris monarchia)
  - Uralkodó – V. György király (1910–1936)
  - Főkormányzó – Vere Ponsonby (1931–1935), lista
  - Kormányfő – R. B. Bennett (1930–1935), lista
- Kuba (köztársaság)
  - Államfő – 
    1. Gerardo Machado (1925–1933)
    2. Alberto Herrera y Franchi (1933), ideiglenes
    3. Carlos Manuel de Céspedes y Quesada (1933), ideiglenes
    4. Az Ideiglenes Kormány Végrehajtó Bizottsága (1933–1934)
    5. Ramón Grau (1933–1934), lista
- Mexikó (köztársaság)
  - Államfő – Abelardo L. Rodríguez (1932–1934), lista
- Nicaragua (köztársaság)
  - Államfő – 
    1. José María Moncada (1929–1933)
    2. Juan Bautista Sacasa (1933–1936), lista
- Panama (köztársaság)
  - Államfő – Harmodio Arias Madrid (1932–1936), lista
- Új-Fundland (monarchia)
  - Uralkodó – V. György király (1910–1936)
  - Kormányzó – Sir David Murray Anderson (1932–1935)
  - Kormányfő – Frederick C. Alderdice (1932–1934)

## Ázsia
- Afganisztán (monarchia)
  - Uralkodó – 
    1. Muhammad Nádir Sah király (1929–1933)
    2. Mohamed Zahir király (1933–1973)

  - Kormányfő – Mohammad Hasim Khan (1929–1946), lista
- Irak (monarchia)
  - Uralkodó – 
    1. I. Fejszál király (1921–1933)[4]
    2. Gázi király (1933–1939)

  - Kormányfő – 
    1. Nadzsi Savkat (1932–1933)
    2. Rasíd Ali al-Gajlani (1933)
    3. Dzsamil al-Midfai (1933–1934), lista
- Japán (császárság)
  - Uralkodó – Hirohito császár (1926–1989)
  - Kormányfő – Szaitó Makoto báró (1932–1934), lista
- Jemen (monarchia)
  - Uralkodó – Jahia Mohamed Hamidaddin király (1904–1948)[5]
- Kína
  -  Nemzeti Kormányzat (köztársaság)
  - Államfő – Lin Szen (1931–1943), Kína Nemzeti Kormányának elnöke, lista
  - Kormányfő – Vang Csing-vej (1932–1935), lista
  -  Kínai Tanácsköztársaság
    - Államfő – Mao Ce-tung (1931–1937), a Kínai Tanácsköztársaság Végrehajtó Bizottságának elnöke

  -  Mandzsukuo (japán bábállam)
    - Uralkodó – Pu Ji (1932–1945)
    - Kormányfő – Csang Hsziao-szu (1932–1935)

  -  Kelet-Turkesztán (el nem ismert, szakadár állam)
  - 1933. december 12-én kiáltotta ki függetlenségét.
    - Elnök – Hodzsa-Nijaz (1933–1934)
    - Kormányfő – Szabit Damulla Abdulbaki (1933–1934)

  -  Fudzsian (el nem ismert, szakadár állam)
  - 1933. november 22-én kiáltotta ki függetlenségét.
    - Államfő – Li Csisen (1933–1934)

  -  Tibet (el nem ismert, de facto független állam)
    - Uralkodó – Tubten Gyaco, Dalai láma (1879–1933)
- Maszkat és Omán (abszolút monarchia)
  - Uralkodó – III. Szaid szultán (1932–1970)
- Mongólia (népköztársaság)
  - A kommunista párt vezetője – Dordzsdzsavín Luvszansarav (1932–1937) + Bat-Ocsirün Eldev-Ocsir (1932–1937) + Khasz-Ocsirün Luvszandordzs (1934–1936), a Mongol Forradalmi Néppárt Központi Bizottságának titkárai
  - Államfő – Anandín Amar (1932–1936), Mongólia Nagy Népi Hurálja Elnöksége elnöke, lista
  - Kormányfő – Peldzsidín Genden (1932–1936), lista
- Nepál (alkotmányos monarchia)
  - Uralkodó – Tribhuvana király (1911–1950)
  - Kormányfő – Dzsuddha Samser Dzsang Bahadur Rana (1932–1945), lista
- Perzsia (monarchia)
  - Uralkodó – Reza Pahlavi sah (1925–1941)
  - Kormányfő – 
    1. Mehdi Óli Hedajat (1927–1933)
    2. Mohammad-Ali Forúgi (1933–1935), lista
- Szaúd-Arábia (abszolút monarchia)
  - Uralkodó – Abdul-Aziz király (1902–1953)[6]
- Sziám (parlamentáris monarchia)
  - Uralkodó – Pradzsadhipok király (1925–1935)
  - Kormányfő – 
    1. Phraja Manopakorn Nititada (1932–1933)
    2. Phraja Phahonphonphajuhaszena (1933–1938), lista
- Törökország (köztársaság)
  - Államfő – Mustafa Kemal Atatürk (1923–1938), lista
  - Kormányfő – İsmet İnönü (1925–1937), lista
- Tuva (népköztársaság)
  - A kommunista párt főtitkára – Szalcsak Toka (1932–1944)
  - Államfő – Csuldum Lopszakovi (1929–1936)
  - Kormányfő – Adüg-Tulus Khemcsik-ool (1929–1936)

## Óceánia
- Ausztrália (parlamentáris monarchia)
  - Uralkodó – V. György Ausztrália királya (1910–1936)
  - Főkormányzó – Sir Isaac Isaacs (1931–1936), lista
  - Kormányfő – Joseph Lyons (1932–1939), lista
- Új-Zéland (parlamentáris monarchia)
  - Uralkodó – V. György Új-Zéland királya (1910–1936)
  - Főkormányzó – Charles Bathurst (1930–1935), lista
  - Kormányfő – George Forbes (1930–1935), lista